# Configni
Configni és un comune (municipi) de la província de Rieti, a la regió italiana del Laci, situat a uns 60 km al nord de Roma i a uns 20 km a l'oest de Rieti. A 1 de gener de 2019 la seva població era de 581 habitants.